# Oligopólium
Az oligopólium a közgazdaságtanban olyan piacok megnevezése, ahol az eladók viszonylag kis számban vannak jelen, és ennek köszönhetően meglehetősen nagy piaci erővel rendelkeznek.
Az oligopóliumok kialakulása mögött, hasonlóan más piaci formákhoz, természetes és mesterséges okok is meghúzódhatnak. Előbbire példa lehet a polgári repülés, ahol a rendkívül magas állandó költségek miatt hosszú távon nem volna képes nagy számú szolgáltató nyereségesen fennmaradni. Mesterséges eredetű oligopólium viszont például a kábeltelevíziós piac, ahol a hatóság csak meghatározott számú szolgáltató jelenlétét engedélyezi.
Az oligopóliumok jellemzőit a mikroökonómiai piacelmélet vizsgálja.

## Az oligopólium különös esetei
A kevés vevővel rendelkező piacokat, amiket általában oligopszóniumnak hívunk, olykor szokás keresleti oligopóliumnak is nevezni. Ekkor a „hagyományos” oligopólium megkülönböztető neve kínálati oligopólium. Ha a piac mindkét oldalán kevés szereplő van jelen, kétoldalú oligopóliumról beszélhetünk.
Homogén oligopóliumról beszélünk, ha a kis számú eladó által kínált javak nem különböztethetők meg egymástól, vagy egymásnak tökéletes helyettesítői. Ennek ellentéte a heterogén oligopólium, amikor az egyes eladók különböző fajta, de egymást bizonyos mértékig helyettesítő javakat árusítanak. Utóbbi már átmenetet képez egy másik piaci formába, a monopolisztikus versenybe.
A mindössze két eladóval rendelkező oligopóliumot duopóliumnak, a háromeladósat triopóliumnak nevezzük.

## Az oligopolista viselkedés
Mivel az oligopólium eladói – az oligopolisták – jelentős piaci erővel rendelkeznek, a legtöbb esetben megtehetik, hogy az áraikat a versenyzői piacra jellemző, határköltséggel megegyező árszintnél magasabban állapítják meg. (Kivételt képeznek például azok a piacok, ahol, bár kevés eladó van jelen, akárki számára szabad és ingyenes, vagy nagyon olcsó a belépés. Itt a potenciális belépők által támasztott verseny kényszeríti az oligopolistákat, hogy az árat a lehető legalacsonyabb szintre csökkentsék.) Ugyanakkor az is könnyen belátható, hogy az oligopolisták nem viselkedhetnek monopolistaként: ha mindannyian monopolárat szabnának ki, bármelyiküknek megérné az általa kínált jószágot egy kicsivel kevesebbért árusítani, mert ekkor az összes vevőt megszerezve hatalmas profitot tehetne zsebre.
Az oligopolista vállalatnak tehát, ha valóban profitja maximalizálására törekszik, célszerű figyelnie minden másik vállalat viselkedésére, hiszen az a piac keresleti oldalának döntésein keresztül (hogy a vevők mennyit vásárolnak és kitől) a saját profitját is befolyásolja. Úgy is mondhatjuk, hogy az eladók között stratégiai interakciónak, egymás lépéseire való kölcsönös figyelésnek és reagálásnak kell fennállnia. Az oligopolista vállalatok viselkedését emiatt gyakran szokás a játékelmélet eszközeivel modellezni. A vállalatok mindaddig módosítanak a stratégiájukon (az általuk szabott árakon és kínált mennyiségeken), amíg Nash-egyensúly nem alakul ki: olyan helyzet, amikor már egyiküknek sem érdemes az általa alkalmazott stratégiától eltérni.
Törvénytelen, de többnyire jövedelmező lehetőség az oligopolisták számára a kartellezés. A kartellben a vállalatok megegyeznek arról, hogy miként osztják meg egymás között a piacon kínálandó mennyiséget, majd ezt egyetlen piaci szereplőként, magasabb áron értékesítik. Így mindannyian nagyobb profitot érhetnek el, mint akkor, ha együttműködés nélkül tevékenykednének. Ha valamelyik vállalat a kartellmegállapodást megszegve alacsonyabb árat állapít meg, a többiek különféle eszközökkel megbüntetik. A megegyezés természetesen a „háttérben” köttetik, a nyilvánosság számára láthatatlan. A kartellezés megakadályozása, a már létrejött kartellek felfedezése, megbüntetése a modern piacgazdaságokban a versenyhivatalok feladata.

## Az oligopóliumból eredő hatékonyságveszteség
Megállapítottuk, hogy az oligopólium eladóinak célszerű a versenyzői piacra jellemző árnál nem kisebb, de a monopolárnál nem magasabb árat alkalmazniuk. Hasonlóképpen belátható, hogy az oligopol piacon eladott jószágmennyiség szintén a monopóliumra, illetve a versenyzői piacra jellemző mennyiségek között lesz. Azt mondhatjuk tehát, hogy az oligopólium a monopóliumnál hatékonyabb, de a tökéletes versenynél kevésbé hatékony formája a javak előállításának és elosztásának; így legtöbbször nem Pareto-hatékony. Azt a pénzben kifejezett összpiaci veszteséget, amit az oligopólium eredményez, holtteherveszteségnek nevezzük; ennek mérése azonban nehéz feladat a közgazdászok számára. A holtteherveszteség kartell esetén a legnagyobb.